# Pierre Menault
Pierre Menault (* 1642 in Beaune; † 1694 in Dijon) war ein französischer Komponist und Kapellmeister.

## Leben
Pierre Menault war das Kind einer bescheidenen Arbeiterfamilie, die im Weinanbau tätig war. Er hatte das Glück mit acht Jahren in die Schule der „Collégiale Notre-Dame“ aufgenommen zu werden. Hier erhielt er Musikunterricht durch die beiden Kapellmeister Jacques Huyn (1613–1652) und Guillaume Truffot. Diese Institution war seit ihrer Gründung 1419 bis zur Revolution eine sehr erfolgreiche Ausbildungsstätte, gingen doch aus ihr zahlreiche bekannte Musiker hervor. 
Auf die musikalischen Fähigkeiten von Pierre Menault wurde man schnell aufmerksam. Deshalb erhielt er zusätzlichen Unterricht durch die besten verfügbaren Fachkräfte. Unter anderen war es der Organist Claude Chanet, der ihm das Orgelspiel, das „Manichordion“ (altfranzösische Bezeichnung für Clavichord) und das Cembalospiel beibrachte. Menault verließ die Schule im Jahr 1660. Während der folgenden 10 Jahre ist bekannt, dass er die Stelle des Kapellmeisters an der Kathedrale von Châlons-sur-Marne innehatte. Erst ab 1671 war er wieder in seiner Heimatstadt tätig. Nach einem zweiten Aufenthalt in Châlons von 1676 bis 1687 wurde er Kapellmeister an Saint-Étienne in Dijon, wo das musikalische Leben im ausgehenden 17. Jahrhundert sehr vielseitig war. Als Menault seine Stelle antrat, war hier Jean Rameau, Vater von Jean-Philippe Rameau als Organist tätig. Es ist wahrscheinlich, dass der junge Rameau den Rat des Kapellmeisters Menault suchte.
Unter den Musikern, die Menault in Dijon ausbildete, zählt Joseph Michel (1679–1736) zu den bedeutendsten. 

## Werke
Zu den bis in unsere Zeit erhaltenen Werke gehören folgende zwischen 1676 und 1693 gedruckten Kompositionen:
- Missa O felix parens, 1676
- Missa Tu es spes mea, 1686
- Missa Ave senior Stephane, 1687
- Missa Ferte rosas, 1691
- Missa Date lilia, 1692
- Vespres à deux choeurs avec symphonies, 1693 (Vesper für zwei Chöre und Instrumentalensemble)